# Rózsavölgyi Szalon Arts & Café

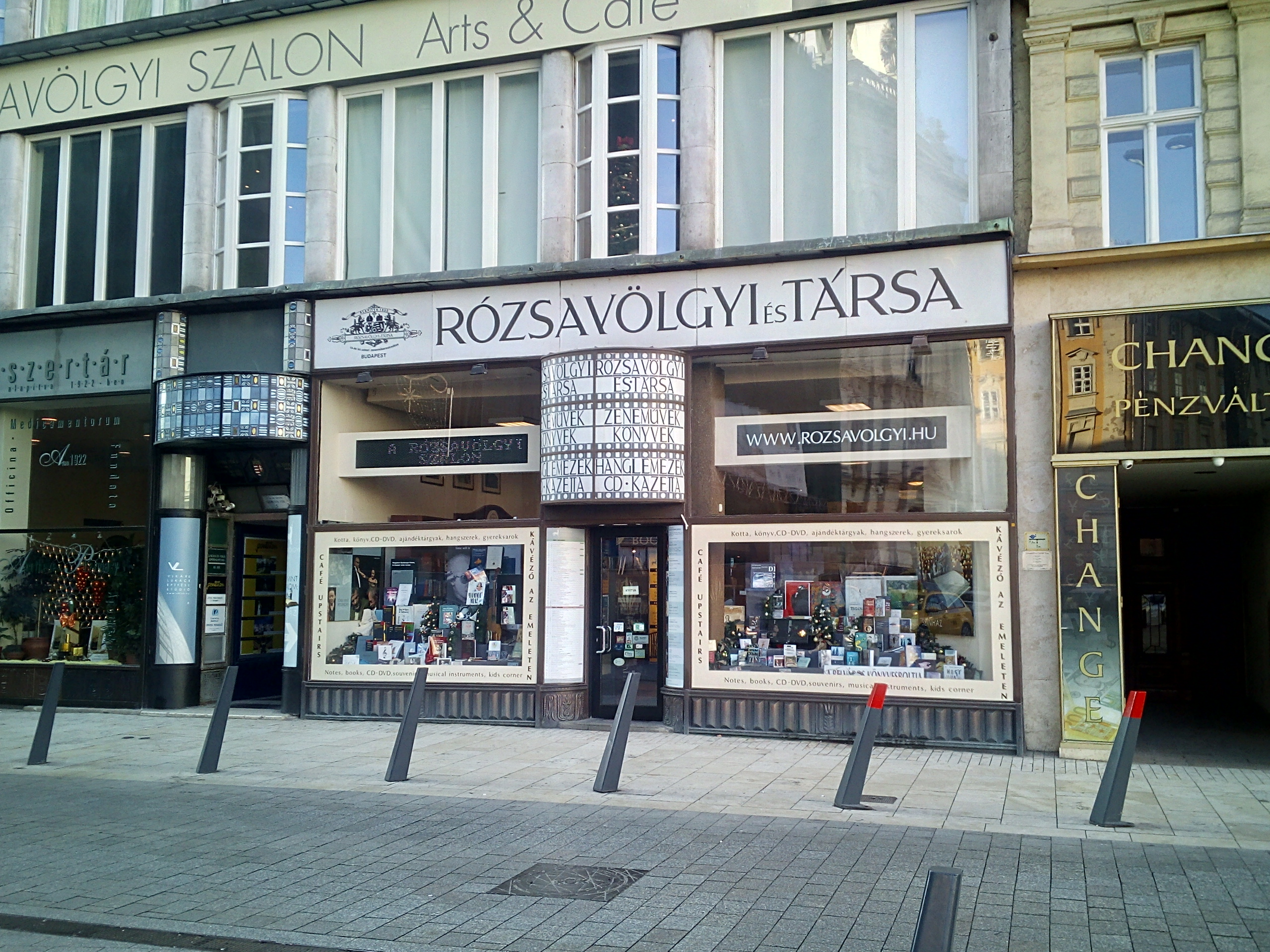
A Rózsavölgyi Szalon Arts & Cafe bejárata (V. ker., Szervita tér)

A Rózsavölgyi Zeneműbolt Pest legrégibb üzlete, amely 1850 óta végzi ugyanazt a tevékenységet mind a mai napig. 
Az épület fennállásának 100. évfordulójára átalakult, megszépült a bolt és azzal egybenyitva 2012. április 11-én, a költészet napján - Zimányi Zsófia művészeti vezetésével - megnyílt a félemeleten a Belváros új művészeti központja: Rózsavölgyi Szalon Arts & Café.
Megnyitásakor a napközben kávéházként, esténként kamaraszínházként működő szalon műsorán színházi és irodalmi estek, kulturális talkshow-k, komolyzenei koncertek, dzsessz estek, könyvbemutatók, valamint gyerekprogramok szerepeltek.
Napjainkban saját színházi produkciókat hoz létre, művészeti koncepciójának lényeges gondolata, hogy elsősorban olyan kortárs magyar és nemzetközi műveket mutasson be, amelyeket hazai színpadokon még nem játszottak. Ezek közül több olyan színpadi adaptáció, mely valamely ismert regény alapján, kifejezetten a Szalon felkérésére íródott.
A Rózsavölgyi Szalon a magyar művészeti élet otthona szeretne lenni – egy igazi szellemi találkozóhely –, olyan közösségi tér, ahol mindig történik valami, mindig jó a társaság és ahova visszavágynak vendégeik.